# Tvaren
Tvären é uma baía localizada na província de Södermanland, na Suécia, entre as cidades de Nyköping e Trosa. Tem uma forma circular, e uma profundidade máxima de 85 m. Encontra-se sobre uma cratera de impacto com 455 milhões de anos.